# Miami Heat 1999-2000
La stagione 1999-2000 dei Miami Heat fu la 12ª nella NBA per la franchigia.
I Miami Heat vinsero la Atlantic Division della Eastern Conference con un record di 52-30. Nei play-off vinsero il primo turno con i Detroit Pistons (3-0), perdendo poi la semifinale di conference con i New York Knicks (4-3).

## Risultati
| Squadra            | V  | P  | PCT  | GB |
| ------------------ | -- | -- | ---- | -- |
| Miami Heat         | 52 | 30 | 63,4 | -  |
| N.Y. Knicks        | 50 | 32 | 61,0 | 2  |
| Philadelphia 76ers | 49 | 33 | 59,8 | 3  |
| Orlando Magic      | 41 | 41 | 50,0 | 11 |
| Boston Celtics     | 35 | 47 | 42,7 | 17 |
| N.J. Nets          | 31 | 51 | 37,8 | 21 |
| Wash. Wizards      | 29 | 53 | 35,4 | 23 |

## Roster
| N° | Naz.                   | Ruolo | Sportivo              | Anno | Alt. | Peso \|\| |
| -- | ---------------------- | ----- | --------------------- | ---- | ---- | --------- |
| 4  | Stati Uniti (bandiera) | C     | Duane Causwell        | 1968 | 213  | 109       |
| 5  | Stati Uniti (bandiera) | A     | Mark Strickland       | 1970 | 206  | 95        |
| 6  | Stati Uniti (bandiera) | A     | Harold Jamison        | 1976 | 203  | 118       |
| 9  | Stati Uniti (bandiera) | GA    | Dan Majerle           | 1965 | 198  | 98        |
| 10 | Stati Uniti (bandiera) | G     | Tim Hardaway          | 1966 | 183  | 79        |
| 12 | Stati Uniti (bandiera) | A     | Bruce Bowen           | 1971 | 201  | 84        |
| 21 | Stati Uniti (bandiera) | G     | Voshon Lenard         | 1973 | 193  | 93        |
| 23 | Stati Uniti (bandiera) | G     | Rex Walters           | 1970 | 193  | 86        |
| 24 | Stati Uniti (bandiera) | A     | Jamal Mashburn        | 1972 | 203  | 109       |
| 25 | Stati Uniti (bandiera) | G     | Anthony Carter        | 1975 | 185  | 86        |
| 32 | Stati Uniti (bandiera) | GA    | Rodney Buford         | 1977 | 196  | 86        |
| 33 | Stati Uniti (bandiera) | C     | Alonzo Mourning       | 1970 | 208  | 109       |
| 35 | Stati Uniti (bandiera) | A     | Clarence Weatherspoon | 1970 | 198  | 109       |
| 40 | Stati Uniti (bandiera) | A     | Tim James             | 1976 | 201  | 96        |
| 42 | Stati Uniti (bandiera) | AC    | P.J. Brown            | 1969 | 211  | 102       |
| 52 | Stati Uniti (bandiera) | AC    | Otis Thorpe           | 1962 | 206  | 102       |

## Staff tecnico
- Allenatore: Pat Riley
- Vice-allenatori: Jeff Bzdelik, Stan Van Gundy, Bob McAdoo, Erik Spoelstra, Marc Iavaroni
- Vice-allenatore/scout: Tony Fiorentino
- Preparatore fisico: Bill Foran